# 岡本経一
岡本 経一（おかもと きょういち、1909年3月25日 - 2010年11月15日）は、日本の出版人。岡本綺堂の養子。青蛙堂書房創業者。

## 人物
岡山県勝田郡勝間田町出身、旧姓は森部。
13歳で上京。1924年に額田六福の紹介で作家・岡本綺堂の書生となり、専検（専門学校入学資格検定試験）をとって法政大学の夜学に通う。1930年、法政大学高等師範科（国漢）卒業。
就職できず、綺堂監修の戯曲誌『舞台』の編集手伝いののち、三上於菟吉と改造社の編集者・塩谷晴如が興した出版社「サイレン社」に入り、三上の妻である長谷川時雨の編集担当として時雨の『草魚』や『近代美人伝』を手掛けた。同社は三上が経営から退いたことから経営難となり、塩谷が大衆本出版に手を出したが失敗、健一はその後始末に追われた。
1937年に健一の困窮を見かねた綺堂が健一を養子とした。1939年に綺堂が亡くなり、健一は大東出版社に勤め、宗教以外の一般書を担当した。
1944年応召、戦後ソ連に抑留され、1947年復員。
戦後、青蛙堂書房を創業、社名は綺堂の作品『青蛙堂鬼談』に由来するが、間もなく倒産。1955年に青蛙房として再建し、養父岡本綺堂や三田村鳶魚らの著作を刊行。他にも6代目三遊亭圓生の自伝『寄席育ち』や宇野信夫等の著作も出版している。江戸時代の文化関連の出版により、青蛙房名義で1967年度の菊池寛賞を受賞している。
『岡本綺堂日記』（1987年）等、養父岡本綺堂に関する資料の編纂や出版などを手掛け、文庫版などで綺堂作品の解説も多く行っている（『「半七捕物帳」解説』に所収。2009年に100歳記念で刊行）。
1990年に引退。社業を子息・岡本修一（1948-2018）に譲る。
2010年11月15日、急性心筋梗塞により死去。享年102。

## 没後
故郷勝央町の「勝央美術文学館」に「青蛙房、岡本経一の仕事」コーナーがある。青蛙房は2018年9月の2代目死去により2019年末をもって閉業。在庫はすべて八木書店が買い取った。

## 著書
- 綺堂年代記 同光社 1951。青蛙房 2006.7。編者代表
- 私のあとがき帖 青蛙房 1980.10、オンデマンド版 2006.7
- 「半七捕物帳」解説 青蛙房 2009.3

## 賞歴
- 菊池寛賞（1967年）
- 長谷川伸賞（1989年）

## 脚註
1. 1 2 3 4 5 6 7  日外アソシエーツ現代人物情報より
2. ↑  日外アソシエーツ現代人物情報より
3. ↑  古本夜話４３７ 『女人芸術』と日本文林社『長谷川時雨全集』小田光雄、出版・読書メモランダム、2014-11-24
4. 1 2 3  古本夜話４３０ 岡本経一『私のあとがき帖』と柴田宵曲小田光雄、出版・読書メモランダム、2014-10-22
5. ↑  京須偕充 (2018年10月16日). “第九十三回　「ある出版社の黄昏」”. otonano. 落語みちの駅.   ソニーミュージックレーベルズ. 2025年2月1日閲覧。
6. ↑  岡本千秋 (2019年11月26日). “青蛙房ニュース　2019年11月26日　ペンの日”. 2020年5月12日閲覧。
7. ↑  訃報：岡本経一さん 毎日新聞 2010年11月17日閲覧
8. ↑  青蛙房と八木書店（菊池壮一）／文化通信８月12日付